# ستيفن باسو
ستيفن باسو (بالإنجليزية: Stephen Basso)‏ هو لاعب كرة قدم أمريكي، ولد في 22 أغسطس 1987 في سان خوسيه في كوستاريكا. لعب مع دارمشتات 98.